# Tour der englischen Rugby-Union-Nationalmannschaft nach Kanada 1993
| Tour der Engländer nach Kanada 1993 | Tour der Engländer nach Kanada 1993 | Tour der Engländer nach Kanada 1993 | Tour der Engländer nach Kanada 1993 | Tour der Engländer nach Kanada 1993 |
| Übersicht                           | S                                   | G                                   | U                                   | N                                   |
| ----------------------------------- | ----------------------------------- | ----------------------------------- | ----------------------------------- | ----------------------------------- |
| Sonstige Spiele                     | 5                                   | 4                                   | 0                                   | 1                                   |
| Gesamt                              | 5                                   | 4                                   | 0                                   | 1                                   |

Die Tour der englischen Rugby-Union-Nationalmannschaft nach Kanada 1993 umfasste eine Reihe von Freundschaftsspielen der englischen Rugby-Union-Nationalmannschaft. Sie reiste von Ende Mai bis Anfang Juni 1993 durch Kanada und bestritt während dieser Zeit sie fünf Spiele, von denen sie vier gewann. Darunter waren zwei Begegnungen mit der kanadischen Nationalmannschaft, die mit je einem Sieg und einer Niederlage endeten. 16 englische Spieler nahmen an der gleichzeitig stattfindenden Neuseeland-Tour der British Lions teil, sodass die Mannschaft nicht die wahre Stärke Englands repräsentierte. Aus diesem Grund wertete die Rugby Football Union die Länderspiele nicht als Test Matches.

## Spielplan
- Hintergrundfarbe grün = Sieg
- Hintergrundfarbe rot = Niederlage

| # | Datum         | Gegner                       | Ort       | Stadion             | Ergebnis |
| - | ------------- | ---------------------------- | --------- | ------------------- | -------- |
| 1 | 22. Mai 1993  | British Columbia Rugby Union | Victoria  |                     | 26:10    |
| 2 | 26. Mai 1993  | British Columbia Rugby Union | Vancouver | Thunderbird Stadium | 26:11    |
| 3 | 29. Mai 1993  | Kanada                       | Burnaby   | Swangard Stadium    | 12:15    |
| 4 | 02. Juni 1993 | Ontario Rugby Union          | Toronto   |                     | 40:7     |
| 5 | 05. Juni 1993 | Kanada                       | Ottawa    | Twin Elm Rugby Park | 19:14    |